# Góra Holtei’a

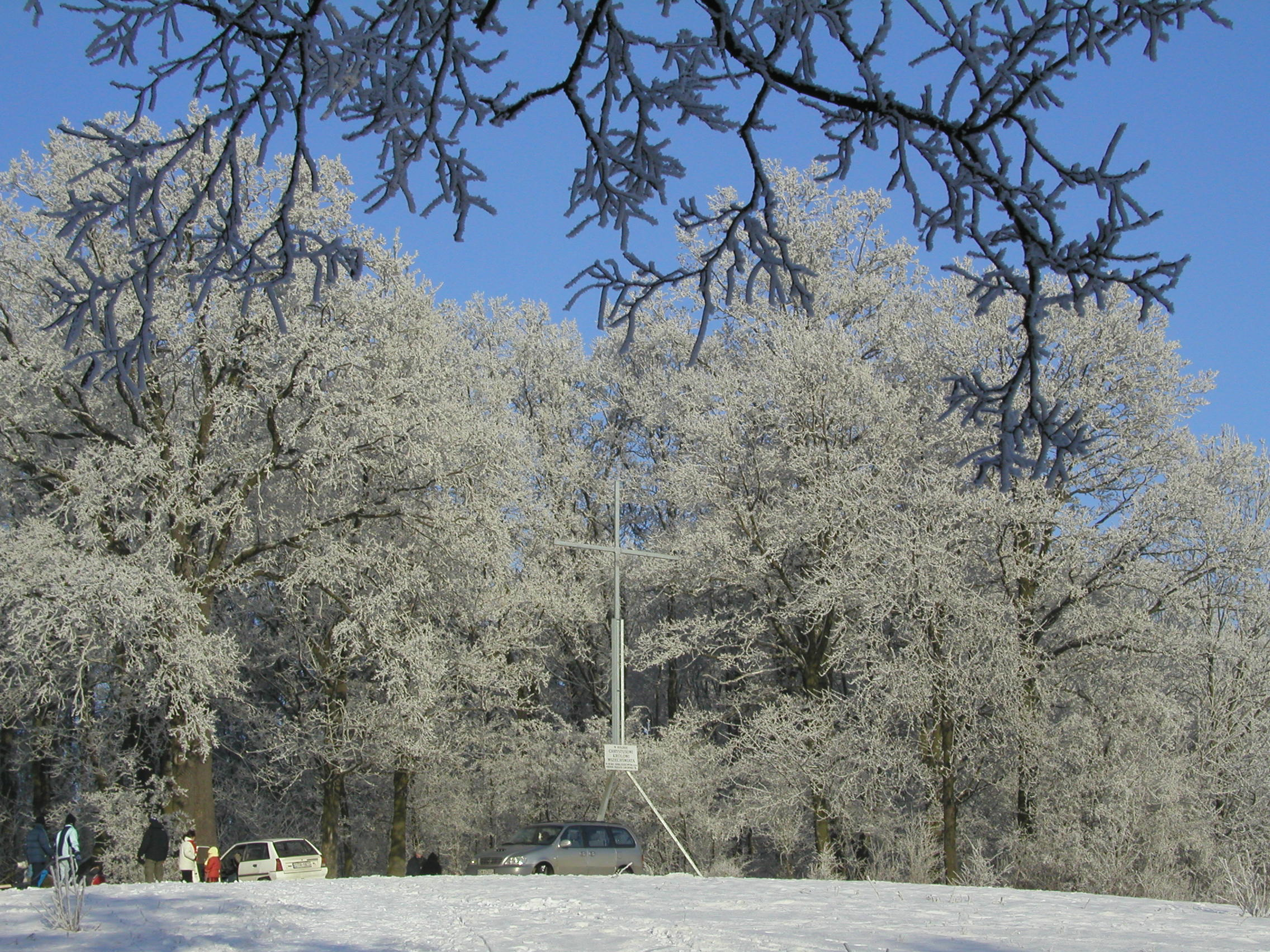
Krzyż

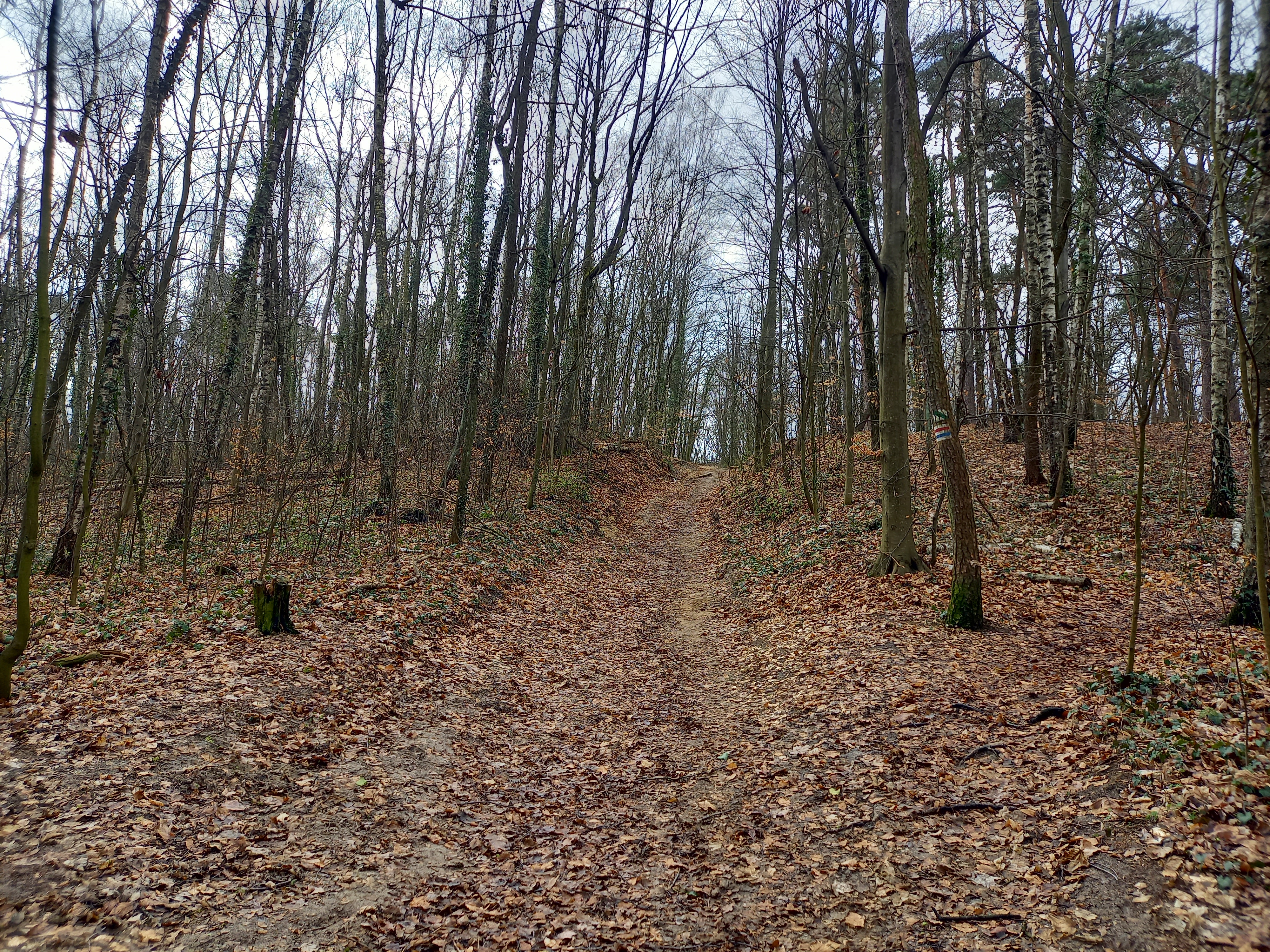
Stok północny

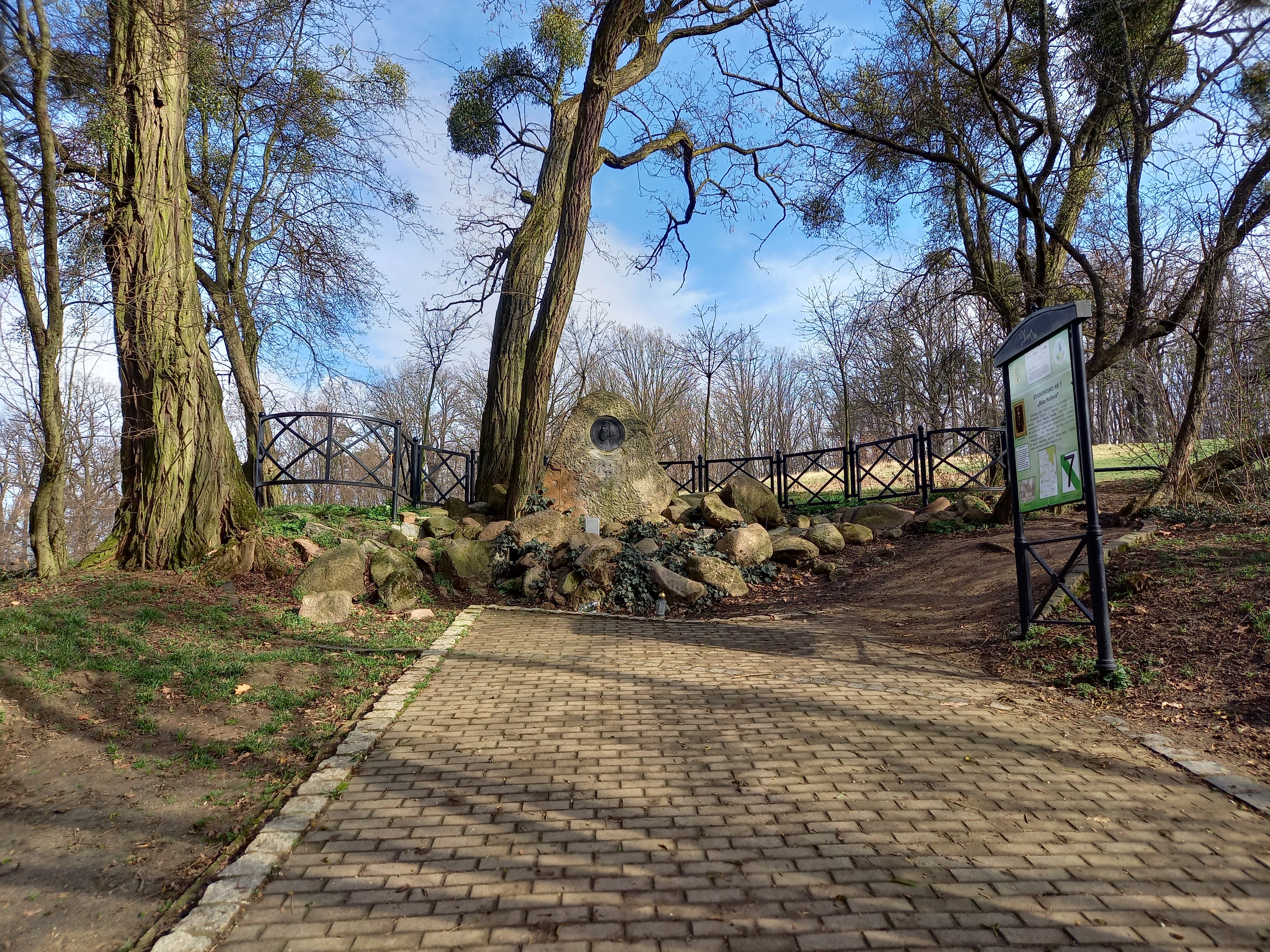
Głaz

Góra Holtei’a, Belweder, Krzyż, Pod Krzyżem – wzgórze (wzniesienie) w paśmie Wzgórz Trzebnickich, o wysokości bezwzględnej 217,0 m n.p.m., położone w Gminie Oborniki Śląskie, powiecie Trzebnickim, województwie dolnośląskim, w północno-wschodniej części miasta Oborniki Śląskie. Na wierzchołu wzgórza znajduje się między innymi stalowy krzyż, altana widokowa i inne elementy małej architektury oraz zagospodarowania przeznaczone dla turystki i rekreacji, a na południowym stoku Głaz Karola Holtei’a. Wierzchołek wzniesienia uznawany jest za dobry i atrakcyjny punkt widokowy.

## Położenie i charakterystyka

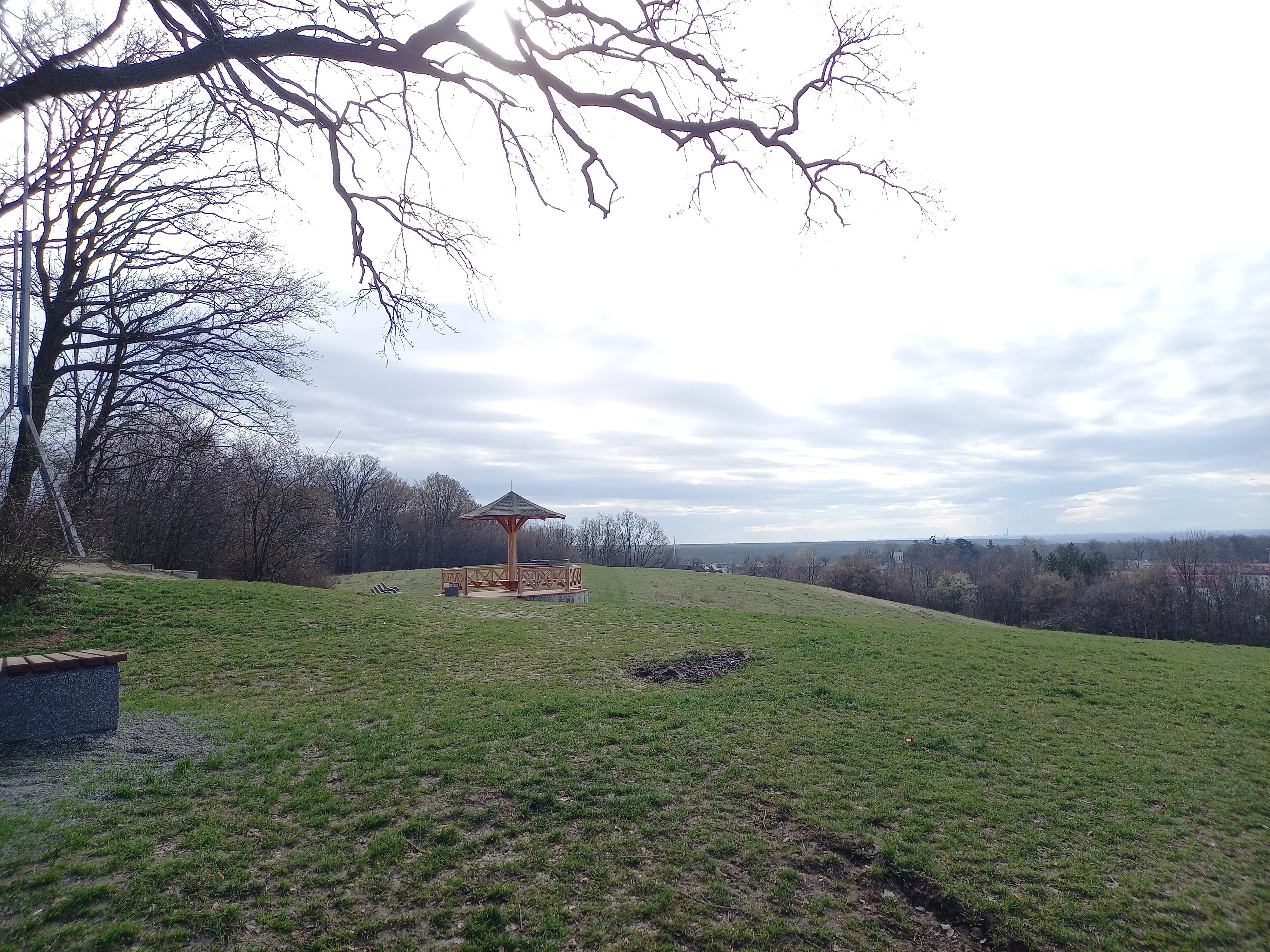
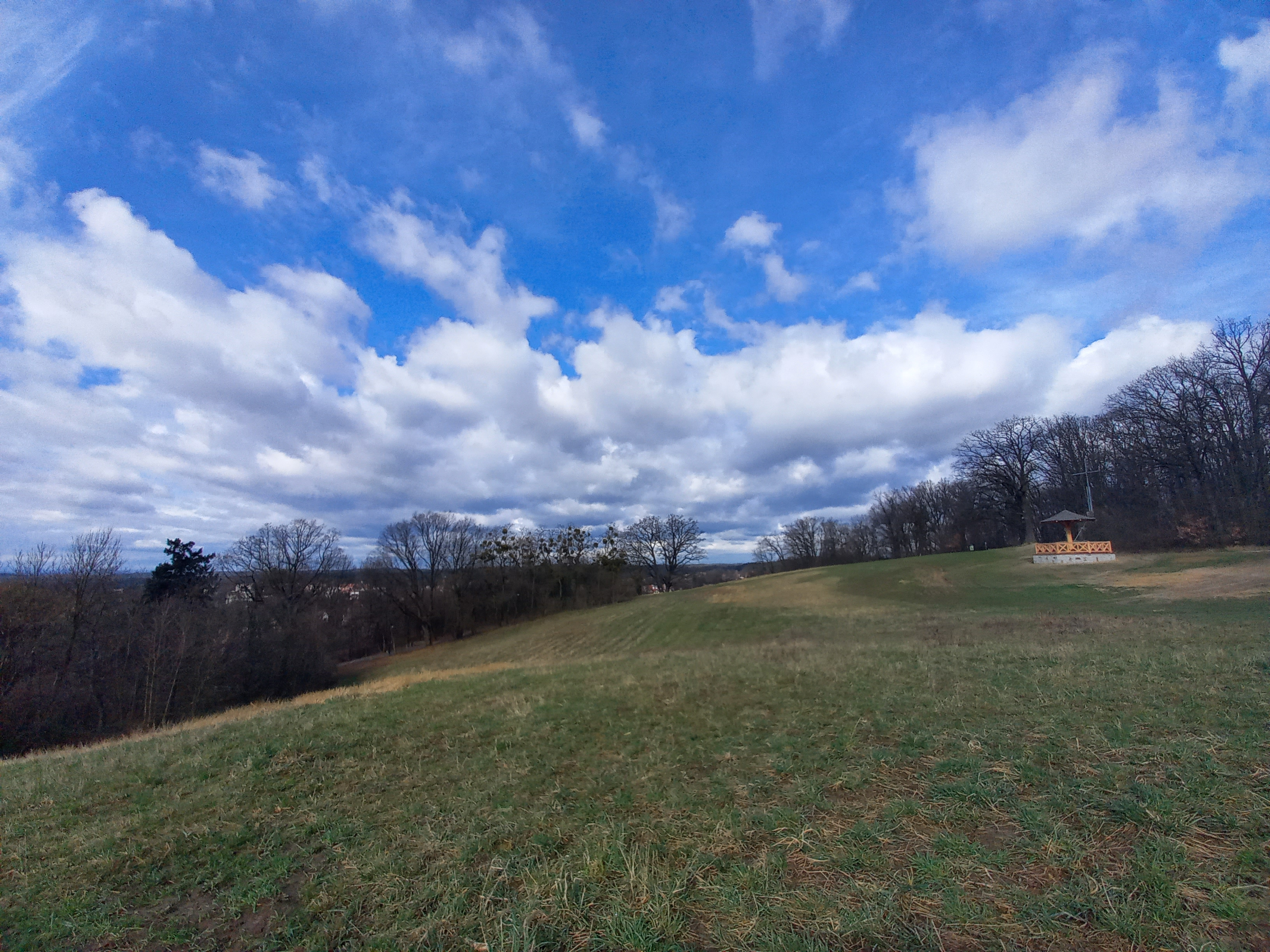
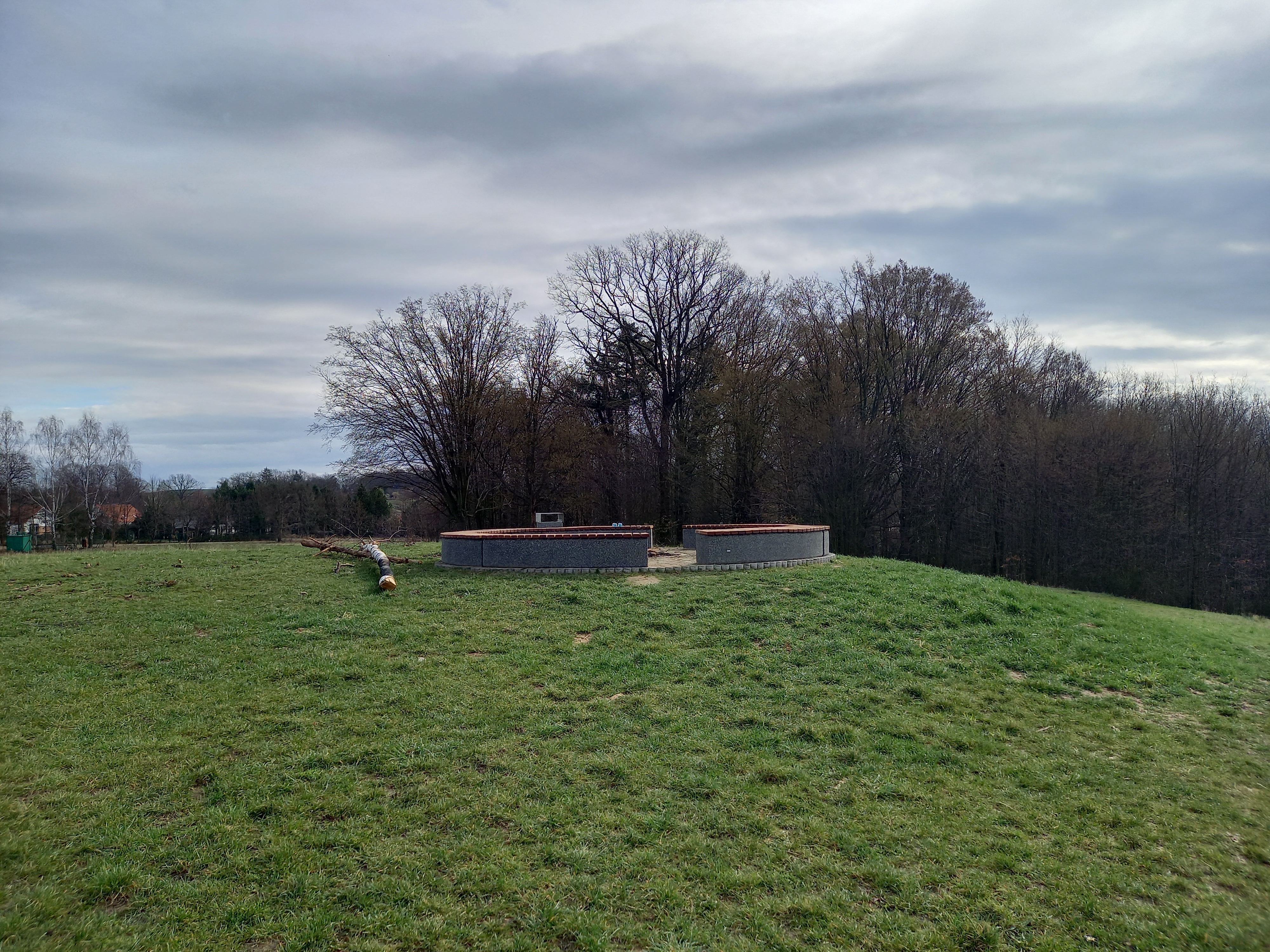

Góra Holtei’a jest wzgórzem (wzniesieniem) położonym w paśmie Wzgórz Trzebnickich, o wysokości bezwzględnej 217,0 m n.p.m. (można znaleźć także informacje o innej wysokości, np.: 219,0 m n.p.m., 215,0 m n.p.m.), położone w Gminie Oborniki Śląskie, powiecie Trzebnickim, województwie Dolnośląskim, w północno-wschodniej części miasta Oborniki Śląskie.
Drugi z wierzchołków wspólnego masywu – Grzybek – położony jest w kierunku północno-zachodnim od Góry Holtei’a. Północna część wzniesienia porośnięta jest lasem liściastym, a południowa roślinnością trawiastą, choć na stoku południowym także znajdują się obszary zadrzewione. Las ten leży w obrębie leśnym Oborniki Śląskie, leśnictwo Rościsławice. Po stronie wschodniej tego stoku i u podnóża położony jest cmentarz przy ulicy Kasztanowej.

## Walory i zagospodarowanie

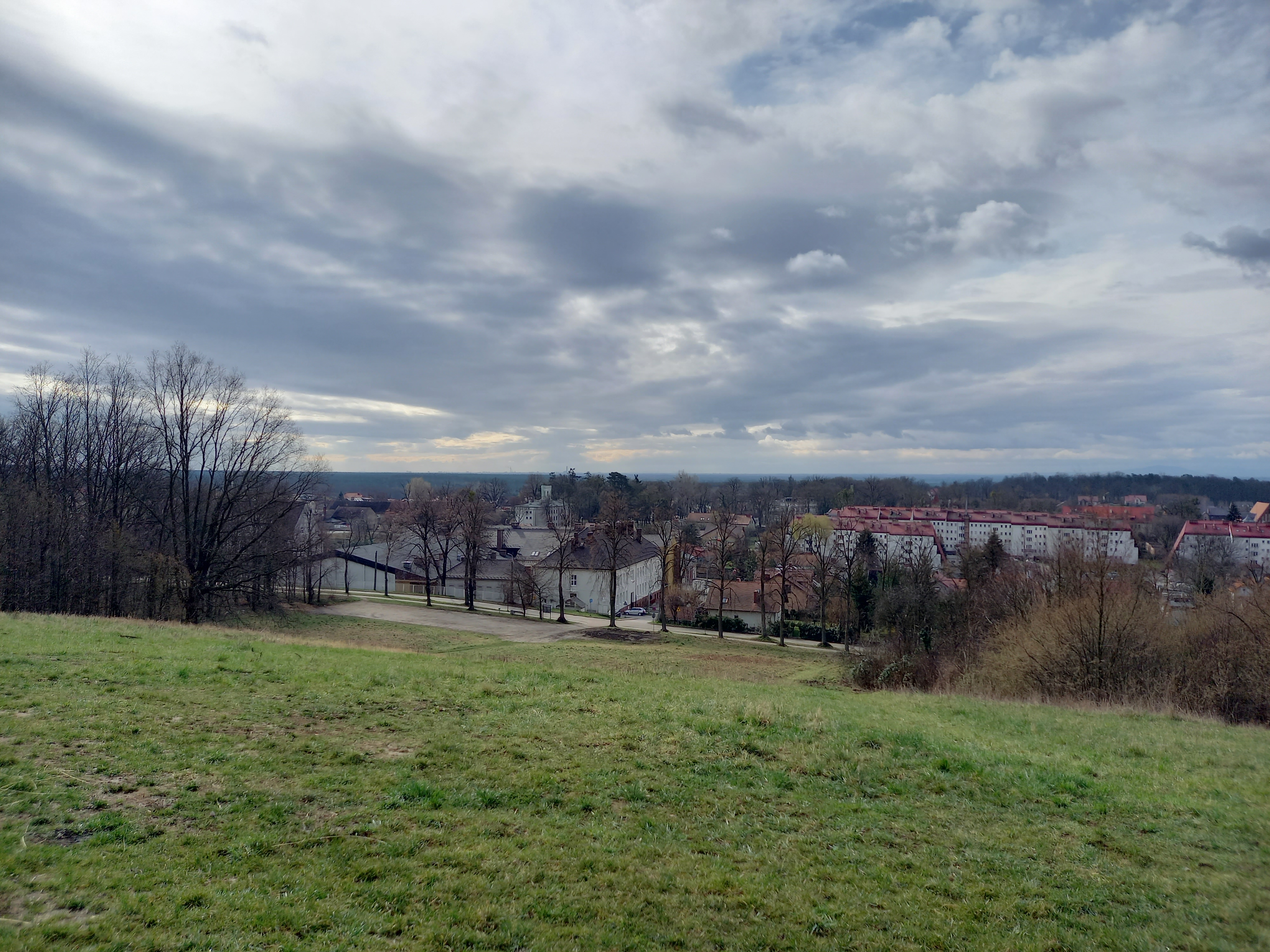
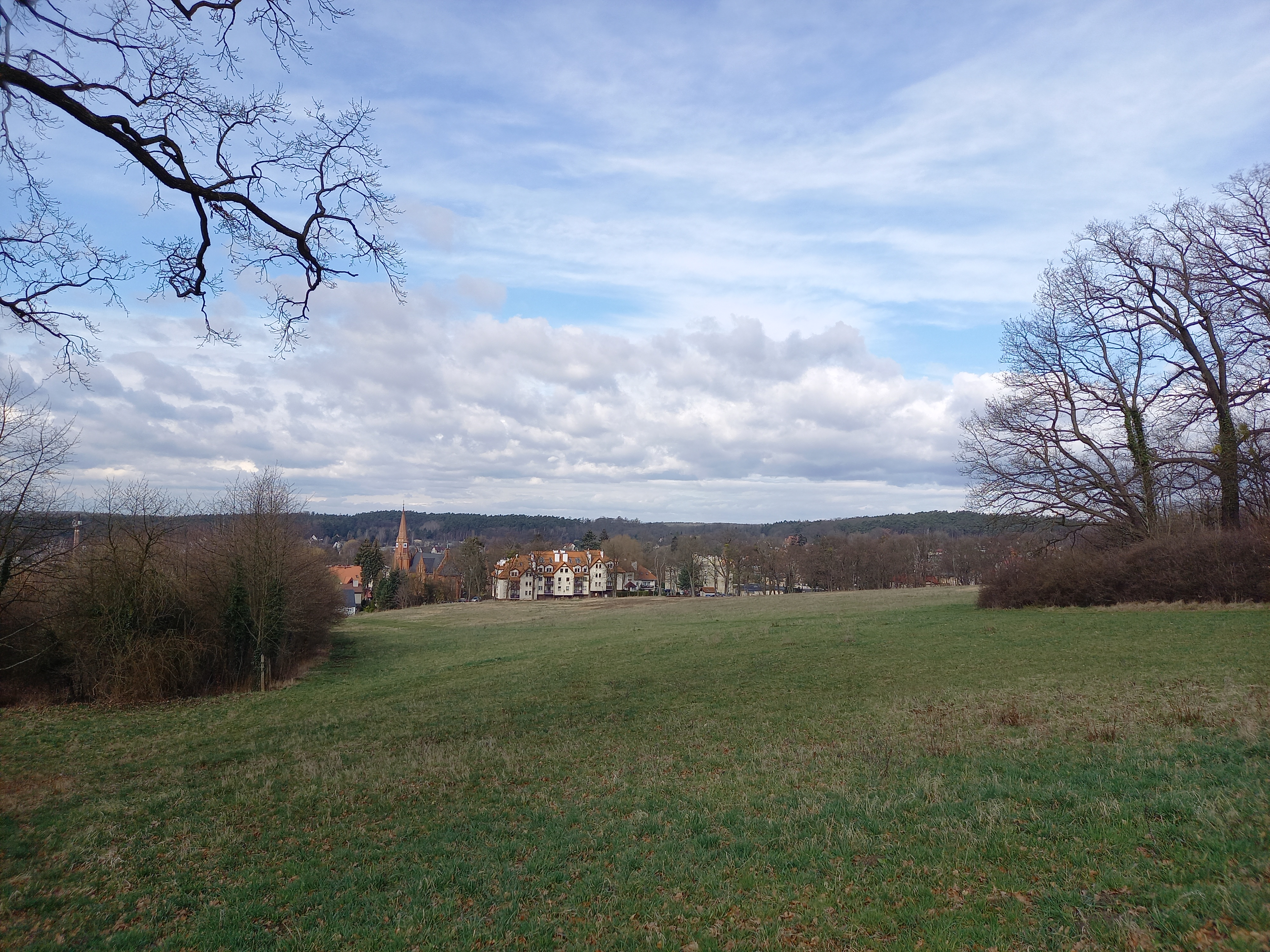
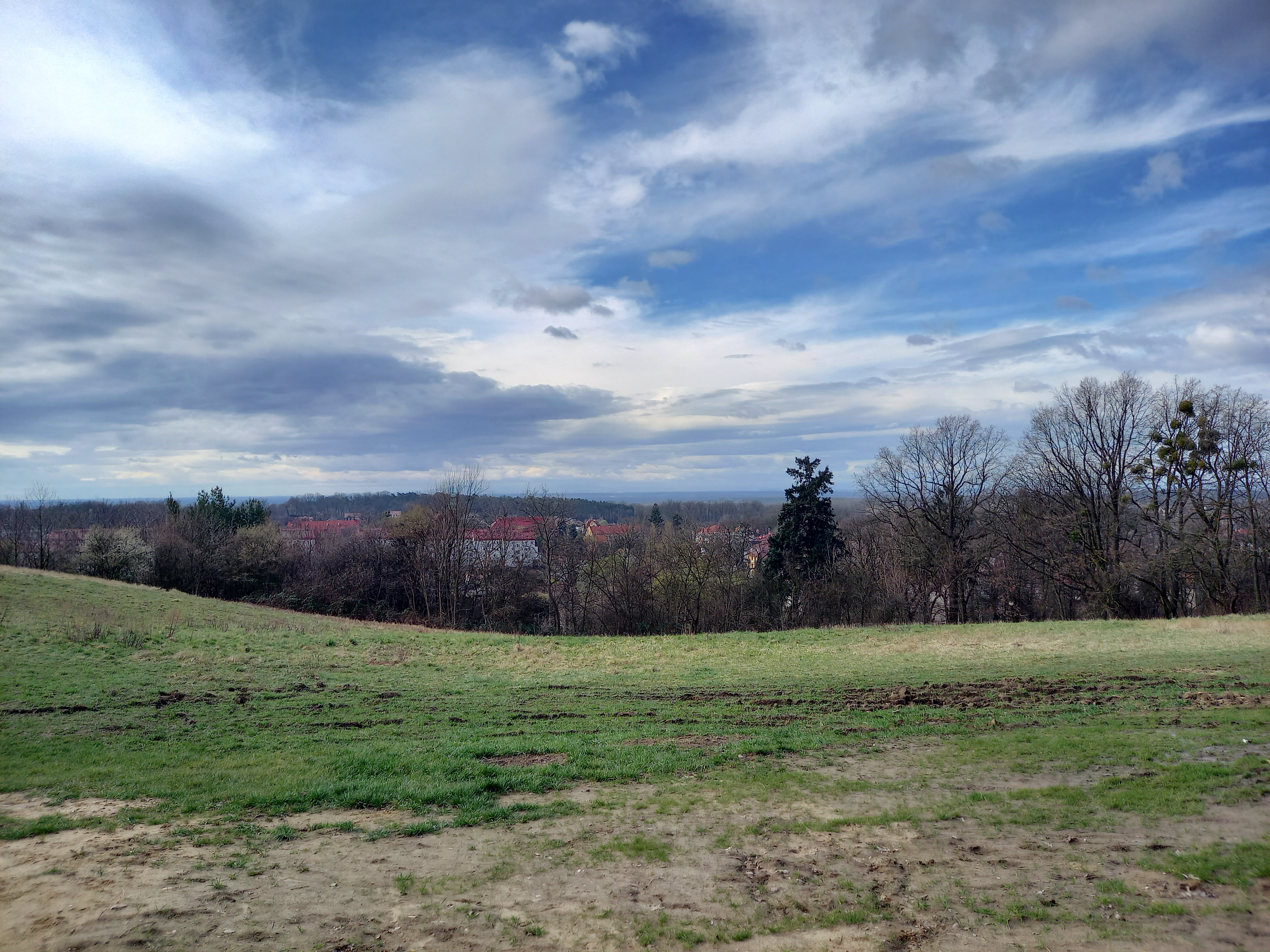

Na stoku południowym, nieco na zachód względem wierzchołka, położony jest głaz Holtei’a (Głaz Karola Holtei’a), do którego od ulicy Kasztanowej prowadzi promenada nazwana podobnie jak wzniesienie i głaz imieniem Karla Eduarda von Holtei (aleja obsadzona kasztanowcami). Cału obszar wierzchołka wzniesienia uznaje się za dobry i atrakcyjny punkt widokowy. Bliżej samego zaś wierzchołka ustawiony jest krzyż oraz punkt widokowy w postaci altany (wiaty). Na rozległej połoninie wokół ustawiono także leżaki i inne elementy małej architektury oraz urządzono miejsce na ognisko, przeznaczone dla turystki i rekreacji. Stąd można podziwiać panoramę miasta, szczególnie w kierunku południowym, ale także w kierunku zachodnim, a ponadto panoramę dalszych okolic Dolnego Śląska, jak Wrocław czy Ślęża. Przy sprzyjającej widoczności można także podziwiać odległą panoramę Sudetów, z dominującymi w nich Karkonoszami. Wyżej opisane elementy szlaku turystycznego, jak leżaki, altana, miejsce na ognisko, wykonano w 2022 r. w ramach inwestycji o wartości (wg oferty wykonawcy) 445 844,25 zł. Sam krzyż to budowla wykonana ze stali, na której umieszczono tabliczkę z inskrypcją: "Chrystusowi Królowi Wszechświata". Został on wykonany w 1999 r. jako krzyż milenijny. Jego projekt wykonał Krzysztof Czerkas, na miejscu zniszczonego krzyża drewnianego. Zaś nowo wykonana altana widokowa, jak podkreślają publikacje, nawiązuje swą formą to istniejącej niegdyś w tym miejscu przedwojennej, historycznej altany.
Wzniesienie leży w obszarze Parku krajobrazowo-wypoczynkowego „Grzybek”, o powierzchni około 100 ha (park leśny „Grzybek”). Utworzono także ścieżkę dydaktyczno-przyrodniczą „Na Grzybek”, wyznakowana w 2002 r.. Przez wzgórze przebiegają szlaki turystyczne: Główny Szlak Kocich Gór i Szlak „Kocich Gór” oraz inne szlaki.

## Nazwy

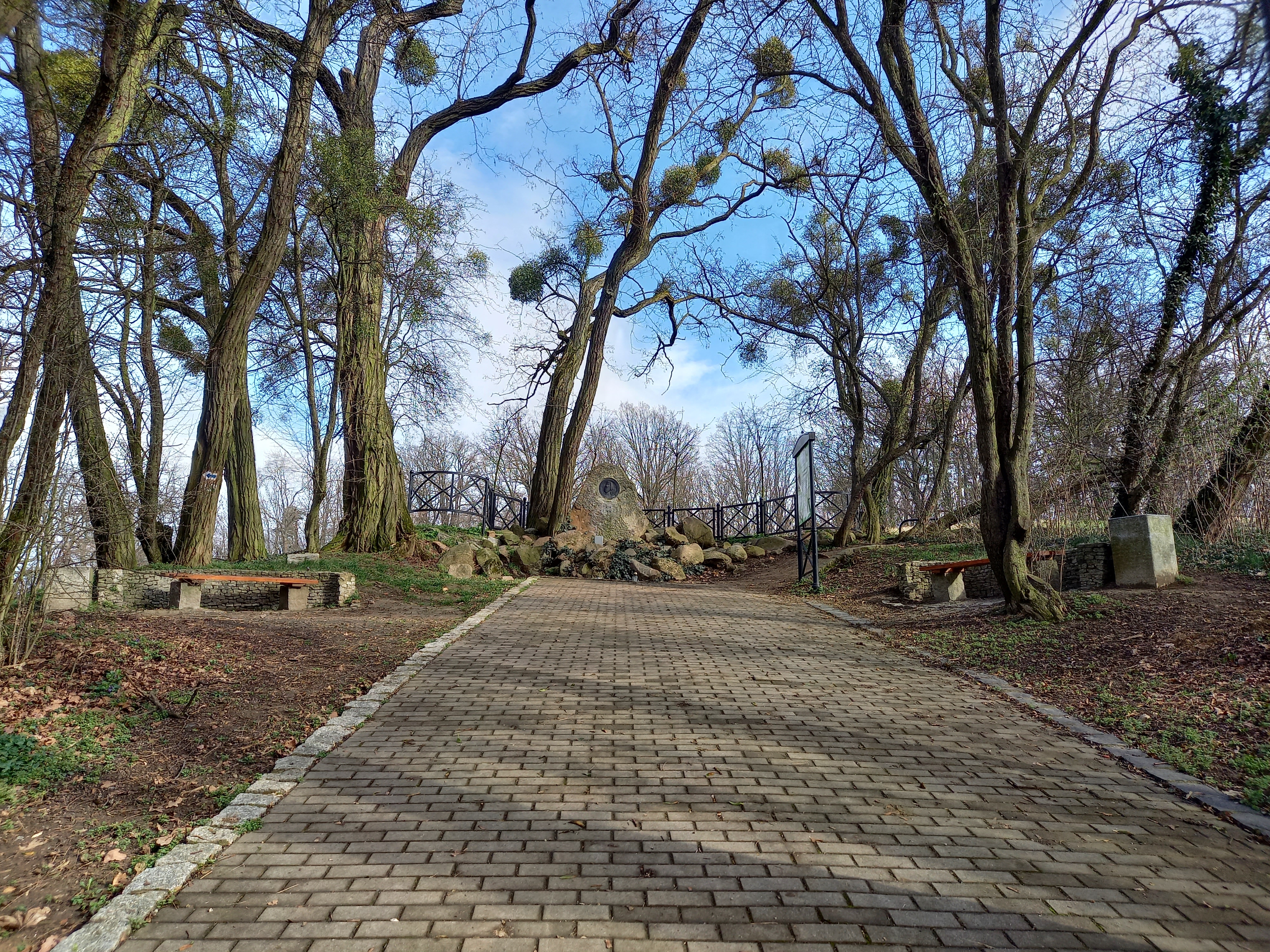
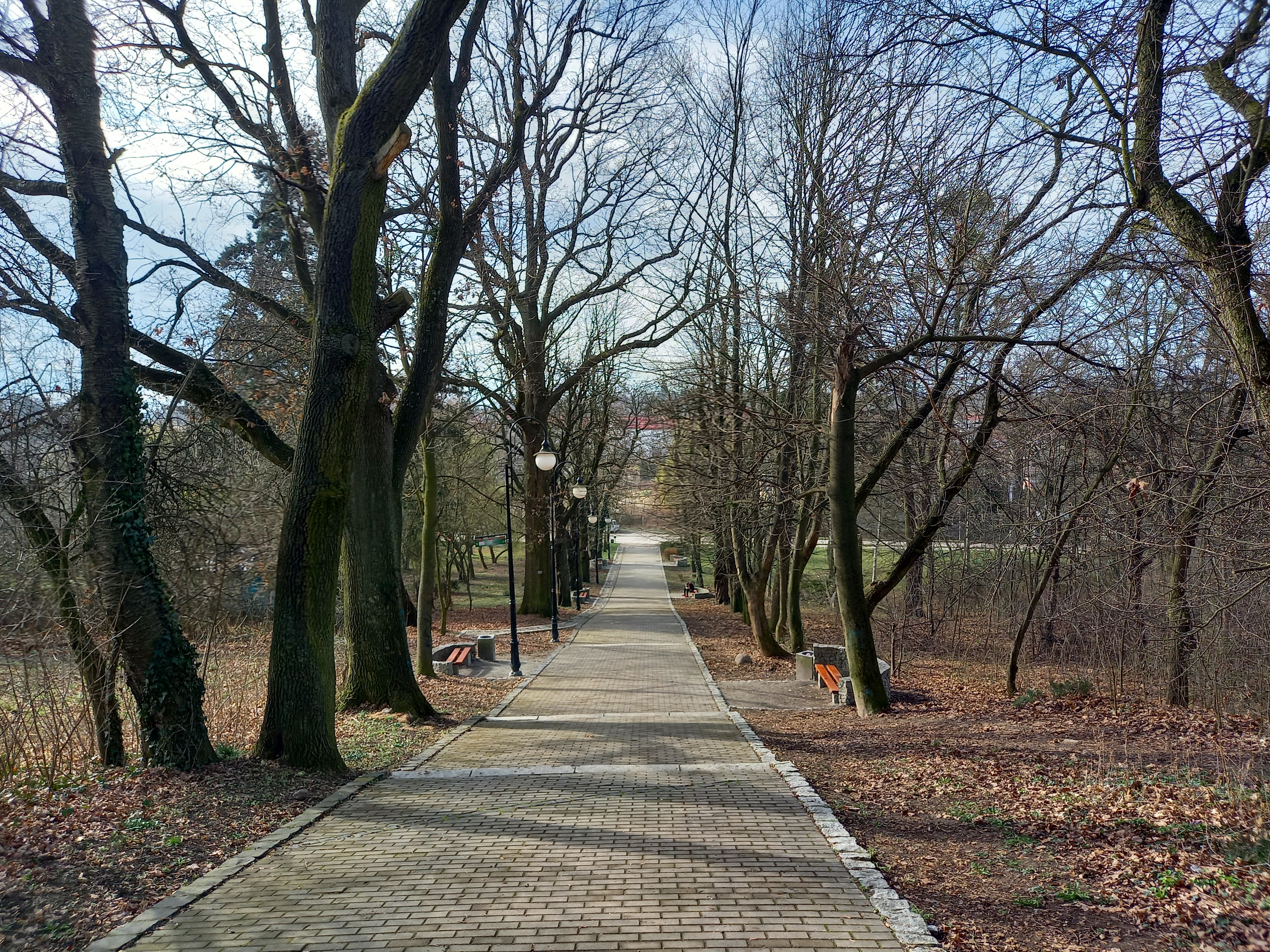
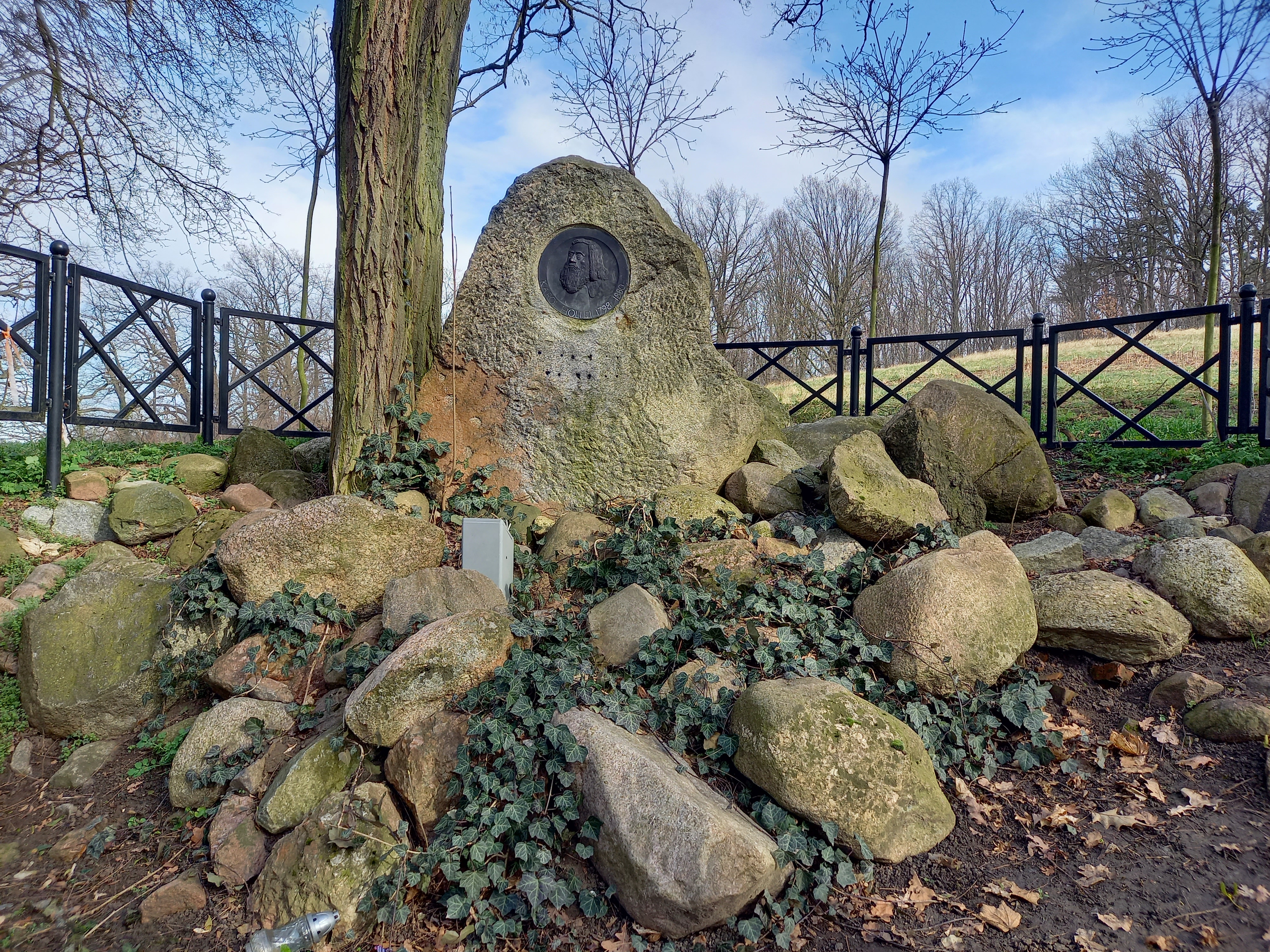

Nazwa własna wzniesienia – Góra Holtei’a – jest nazwą niestandaryzowaną, gdyż została ustalona i ujęta w państwowym rejestrze nazw geograficznych na podstawie wywiadu terenowego. Odnosi się do ukształtowania terenu określonego jako wzgórze, wzniesienie. W rejestrze tym przypisano jej identyfikator: PRNG – 235588, identyfikator IIP – PL.PZGiK.320.NGRP.235588. Podaje on następujące współrzędne geograficzne punktu głównego wzniesienia: szerokość geograficzna – 51°18'13" N, długość geograficzna – 16°55'19" E. Ponadto można spotkać się z nazwami potocznymi, lokalnymi – Belweder, Krzyż lub Pod Krzyżem.
Na niemieckich mapach można w tym miejscu znaleźć następujące, nazwane obiekty: Belvedere, w miejscu dawnej altany, oraz Holtei Denkmal w odniesieniu do głazu.
W niektórych opracowaniach ich autorzy utożsamiają ze sobą Grzybek i Górę Holtei’a, prawdopodobnie z tego powodu, że stanowią wspólny masyw. Nazwy te jednak są rozdzielne (odrębne) i dotyczą dwóch różnych wierzchołków.